# Crocidura mutesae
Crocidura mutesae là một loài động vật có vú trong họ Chuột chù, bộ Soricomorpha. Loài này được Heller mô tả năm 1910. Loài này được tìm thấy ở Uganda, Cộng hòa Dân chủ Congo và Cộng hòa Trung Phi. Phạm vi, quy mô dân số và thói quen của nó là ít được biết đến.

## Mô tả
Đây là một loài chuột lớn phát triển đến chiều dài đầu và thân khoảng 115 mm (4,5 in) với đuôi 64 mm. Xương chậu dài, cả lông lưng và lông bụng đều có màu xám, trong khi chân có màu xám đậm hơn. Đuôi dày và có lông dày, màu xám đen, có lông dài từ 10 đến 12 mm và độ lõm từ 70 đến 80%. Bàn chân sau vừa dài vừa rộng. Loài này giống với loài chuột chù khổng lồ châu Phi (Crocidura olivieri), nhưng nhỏ hơn một chút, với hộp sọ nhỏ hơn, kém mạnh mẽ hơn.